# Babina Poljana (Vranje)
Babina Poljana (em cirílico: Бабина Пољана) é uma vila da Sérvia localizada no município de Vranje, pertencente ao distrito de Pčinja, na região de Južno Pomoravlje. A sua população era de 37 habitantes segundo o censo de 2011.

## Demografia
| 1948 | 1953 | 1961 | 1971 | 1981 | 1991 | 2002 | 2011 |
| ---- | ---- | ---- | ---- | ---- | ---- | ---- | ---- |
| 585  | 633  | 656  | 615  | 283  | 127  | 79   | 37   |